# Solenostoma amoenum
Solenostoma amoenum là một loài rêu tản trong họ Jungermanniaceae. Loài này được (Lindenb. & Gottsche) R.M. Schust. ex Váňa, Hentschel & J. Heinrichs miêu tả khoa học lần đầu tiên năm.